# Кульнєв Яків Петрович
Я́ків Петро́вич Ку́льнєв (26 липня (6 серпня) 1763 — 20 липня (1 серпня) 1812) — російський полководець, герой війни 1812 року, генерал-майор.

## Життєпис
Народився в родині поручика Каргопольського карабінерського полку Петра Васильовича Кульнєва (1727–1795 або 1798) (у подальшому — секунд-майор, городничий міста Люцина) та його дружини Луїзи Іванівни, уродженої Гребеніц (або Гревеніц), яка походила з балтійських німців з Померанії.
З 21 квітня 1770 до 18 лютого 1785 року виховувався у Шляхетському кадетському корпусі (Санкт-Петербург), звідки випустився з великою срібною медаллю до Чернігівського 29-го піхотного полку поручиком. За тиждень — 25 лютого, за його рапортом, був переведений до Санкт-Петербурзького драгунського полку.
1789 брав участь у турецькому поході, в облозі та взятті Бендер. 1790 воював у Молдавії. З 11 травня 1792 до 27 березня 1793 року брав участь у боях у Польщі.
1794 був переведений до Переяславського кінно-єгерського полку, брав участь у боях з польськими повстанцями. Відзначився 6 червня 1794 року в бою під Борунню та Ошнянами, 28 червня — під Лідою, 8 липня — при Вільні, де за виявлену хоробрість отримав від командира корпусу письмовий похвальний атестат.
Згодом служив у корпусі графа Олександра Суворова-Римнікського, того ж року брав участь у боях: 4 вересня 1794 у Муховці, 6 вересня — при містечку Кобрине, 8 вересня — під Брест-Литовському, 15 жовтня — проти заколотників під Кобилкою. 19 та 24 жовтня відзначився під час штурму передмістя Варшави Праги, за що був підвищений у військовому званні.
28 жовтня 1794 року отримав звання ротмістра в тому ж полку, за 10 днів — майора.
Після ліквідації полку 20 березня 1797 був переведений до Сумського гусарського полку, 21 серпня того ж року — до «колишнього гусарського Іванова», а 8 травня 1801 повернувся до Сумського полку.
8 серпня 1806 разом з ескадроном був переведений до Гродненського гусарського полку. З 4 листопада 1806 до 16 березня 1807 року брав участь у битвах проти французьких військ у Пруссії. Полк виступив на Кенігсберг у 10-х числах січня 1807. 28 січня Кульнєв прибув із полком до Кенігсберга, де Беннігсен відрядив його до ар'єргарду князя Багратіона, який відступав від Прейсіш-Ейлау. 31 січня брав участь у бою під містечком Мішениці. У січні-травні того ж року брав участь у дрібних сутичках з французами, особливо відзначився у протистоянні з загонами генерала Зайончека.
20 квітня 1807 року отримав звання підполковника.
24 травня 1807 року, в авангарді головної армії під містечком Гуттштадт («Гуттштадська справа» — перша битва гродненських гусар цілим полком), а 25 травня під Анкендорфом, атакував французів маршала Нея, які відступали, двома ескадронами та взяв у полон 110 осіб. За той бій Кульнєв і поручик Чеченський отримали орден Святого князя Володимира 4-го ступеня з бантами, Рідігер — золоту шаблю.
29 травня 1807 брав участь в ар'єргардних боях під Гейльсбергом під час ретиради російських військ. 2 червня того ж року у битві під Фрідландом кілька разів атакував французів, глибоко прорвався до їхніх порядків, потрапив в оточення, але був звільнений. За хоробрість, виявлену у тій битві, Кульнєв був нагороджений орденом Святої Анни 2-ступеня.
9 лютого 1808 року розпочалась участь Кульнєві у російсько-шведській війні. 20 березня був нагороджений золотою шаблею з написом «за хоробрість» за авангардні бої під селом Зюндбі під час переслідування загону графа Клінгспора. Знову відзначився 16 квітня у битві під Пюхяйокі; 18 квітня під Сікайокі його нерозумна відвага призвела до загибелі 350 осіб убитими, пораненими та взятими у полон під час шведської контратаки. 26 квітня отримав звання полковника. Знову відзначився 29 червня під Перхо, 19 серпня — біля села Сарвікі й 20 серпня — під Купртікі, за що отримав звання генерал-майора.
У березні 1809, командуючи авангардом, брав участь в експедиції на Аландські острови. За відзнаку в боях був нагороджений орденом Святої Анни 1-го ступеня.
Після укладення у вересні 1809 миру зі Швецією був переведений на Турецький фронт, де командував Білоруським гусарським полком та авангардом Молдавської армії. За подвиги тієї кампанії був нагороджений золотою зброєю з алмазами. У січні 1811 повернувся до Гродненського полку, ставши його командиром.

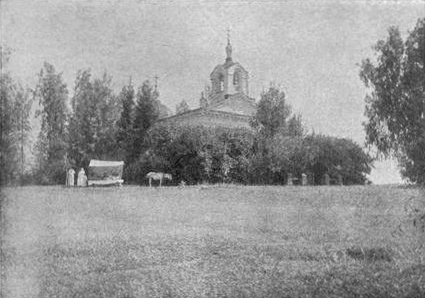
Кульнєвська церква, куди було перевезено прах Кульнєва

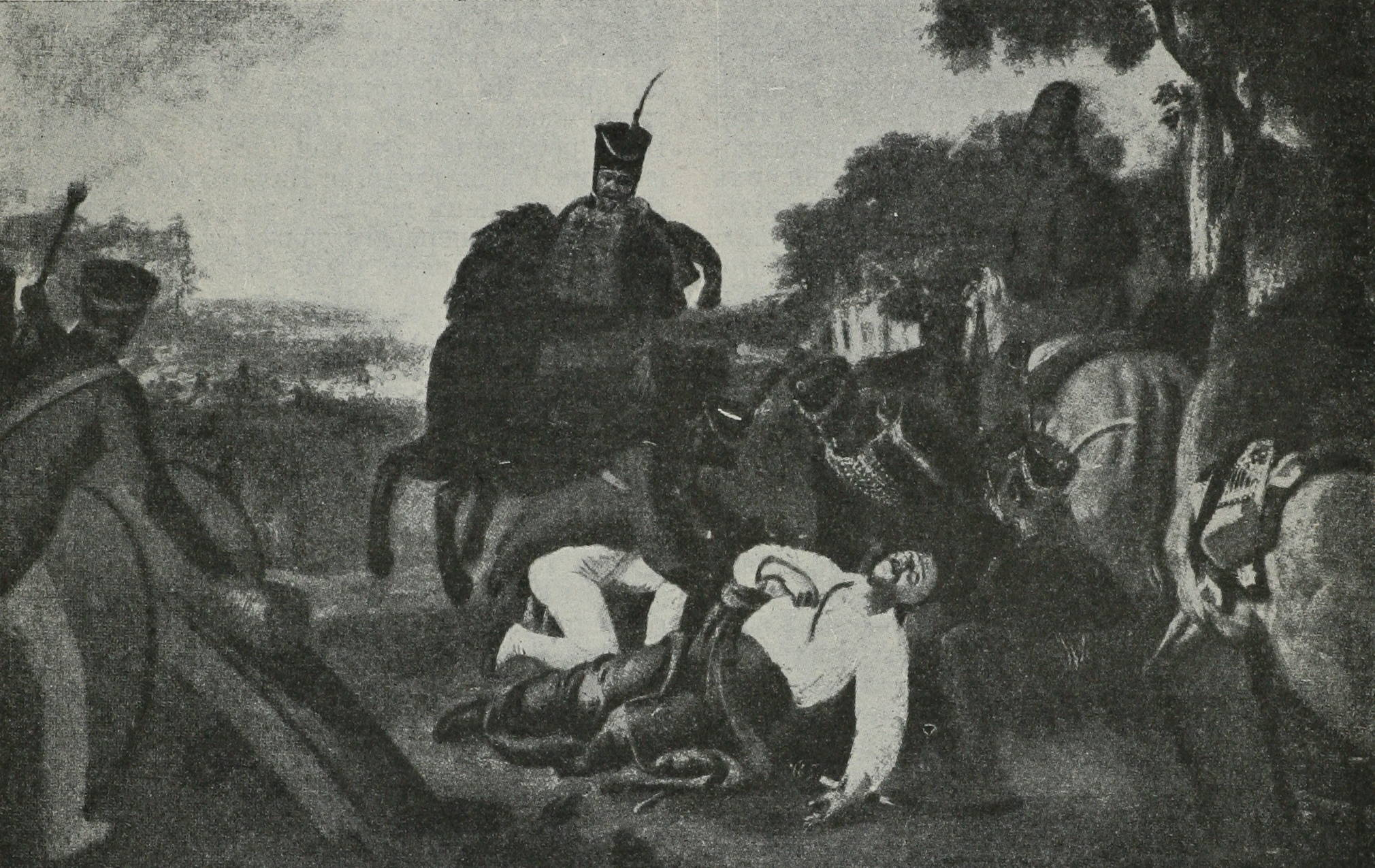
Орловський. «Смерть Я. П. Кульнєва». 1812

Брав участь у війні 1812 року. У складі корпусу графа Вітгенштейна брав участь у боях із захисту від неприятеля дороги на Петербург. 22 липня поблизу села Клястиці в бою з французами, які контратакували, був смертельно поранений ядром (йому відірвало обидві ноги).

## Пам'ять
У населеному пункті Друя Вітебської області встановлено обеліск на його честь. Його іменем було названо залізничну станцію неподалік від села Ільзенберг (нині на території Латвії), де поховано його прах. 1824 року в пам'ять про Клястицький бій Гродненський гусарський полк було перейменовано на Клястицький. З 26 січня 1909 полк носив ім'я генерала Кульнєва.
Також на честь Якова Кульнєва названо вулиці у Москві, Лудзі й Полоцьку.